# Belagerung von Badajoz (1811)
Bailén –  Roliça –Vimeiro – Saragossa (1808) – Burgos (Gamonal) – Medina de Rioseco – Espinosa –  Tudela – Somosierra – Saragossa (1809) – La Coruña – Torres Vedras – Valls – Braga – Oporto – María – Talavera – Ocaña – Gerona – Ciudad Rodrigo (1810) – Buçaco – Gévora – Barrosa – Badajoz (1811) – Fuentes de Oñoro – La Albuera – Tarragona (1811) – Sagunt (Murviedro) – Ciudad Rodrigo (1812) – Badajoz (1812) –  Majadahonda – Salamanca – García Hernández –  Venta del Pozo – Vitoria – 
Sorauren – San Sebastián – Bidassoa
Bei der Belagerung von Badajoz im Jahr 1811 (22. April bis 14. Mai und 25. Mai bis 10. Juni 1811) versuchte die englisch-portugiesische Armee unter Arthur Wellesley zweimal die Stadt Badajoz ihrer französischen Besatzung zu entreißen, die diese ihrerseits erst am 10. März 1811 erobert hatten. Die Belagerung scheiterte, erst 1812 gelang die Eroberung der Festung durch die englisch-portugiesische Armee.

## Verlauf
Marschall Soult brach am 2. Januar 1811 von Sevilla auf, um Badajoz zu erobern, dadurch wollte er einen festen Stützpunkt für einen Feldzug gegen Portugal gewinnen. Am 11. Januar erreichte er Olivenza, das nach 11 Tagen kapitulierte. Danach zog er weiter nach Badajoz, das am 27. Januar 1811 eingeschlossen wurde. Ein Entsatz durch die Spanier wurde am 19. Februar in der Schlacht am Gévora geschlagen. Die Festung Badajoz wurde am 11. März 1811 von dem spanischen General Imaz an die Truppen des französischen Marschalls Mortier übergeben. Die englisch-portugiesische Armee Wellesleys versuchte Badajoz zu erobern, um die Nachschublinien nach Lissabon, dem Hauptstandort der alliierten Armee, zu sichern. In Badajoz lag eine Garnison von ca. 5000 französischen Soldaten unter dem Stadtkommandanten General Philippon. Badajoz war stärker befestigt als Almeida oder Ciudad Rodrigo. Die starke Festungsmauer war durch Bastionen und Türme gesichert.

### Belagerung vom 22. April bis 14. Mai
Die Belagerung unter Leitung von William Carr Beresford begann in der Nacht zum 9. Mai 1811. Der Hauptangriff war gegen das Schloss gerichtet, ein gleichzeitiger gegen das Fort St. Christoval, ein Scheinangriff gegen Partaleras. Der vorherrschende Mangel an Material ließ das Vorhaben scheitern. Da Marschall Soult zum Entsatz anrückte, wurde die Belagerung schon am 14. Mai wieder aufgehoben. Sie hatte zu Verlusten von 100 Toten sowie 650 Verwundeten und Gefangenen geführt.

### Belagerung vom 25. Mai bis 10. Juni
Nach den Schlachten von Fuentes de Oñoro und an der Albuera wurde Badajoz am 25. Mai wieder von 12.000 Mann der englisch-portugiesischen Armee eingeschlossen. Die gegen das Schloss und St. Christoval gerichteten Belagerungsarbeiten begannen am 30. Mai. In der Nacht zum 7. Juni wurde der Sturm einer in St. Christoval gelegten Bresche versucht, aber mit Verlust abgewiesen. Die Bresche, durch das Feuer der folgenden Tage vergrößert, wurde darauf in der Nacht zum 10. Juni abermals, aber wieder vergeblich gestürmt. Da die meisten Geschütze unbrauchbar und die Munitionsvorräte verbraucht worden waren, wurde die Belagerung am 10. Juni aufgehoben, die Festung war aber noch bis zum 16. Juni eingeschlossen. Die Verluste der Belagerer betrugen 9 Offiziere und 109 Mann, 25 Offiziere und 342 Mann waren verwundet oder gefangen.